# Pokrajina Sondrio
Pokrajina Sondrio (v italijanskem izvirniku Provincia di Sondrio [provìnča di sòndrijo]) je ena od dvanajstih pokrajin, ki sestavljajo italijansko deželo Lombardija. Meji na severu s Švico, na vzhodu z deželo Trentinsko - Zgornje Poadižje, na jugu s pokrajinama Brescia in Bergamo ter na zahodu s pokrajinama Como in Lecco.

## Večje občine
Glavno mesto je Sondrio, ostale večje občine so:
| Občina           | Prebivalcev |
| ---------------- | ----------- |
| Sondrio          | 21.790      |
| Morbegno         | 11.433      |
| Tirano           | 9.136       |
| Chiavenna        | 7.263       |
| Cosio Valtellino | 5.205       |

## Naravne zanimivosti
Leta 1987 je pokrajino prizadela vrsta naravnih katastrof, ki so si sledile v teku poldrugega meseca in ki so povzročile 53 žrtev, na tisoče brezdomcev in okoli 4 tisoč milijard tedanjih lir gmotne škode.(več kot 2 milijardi evrov). Najprej je ogromen vodni plaz odnesel polovico večjega naselja, nato je reka Adda prestopila bregove in poplavila več vasi. Tudi drugi hudourniki v pokrajini so porušili nasipe in prizadeli več kmetij. Na desetine vasi je bilo evakuiranih. Čez nekaj dni se je ogromen zemeljski plaz (40 milijonov m³) utrgal iz višine preko 3000 metrov in s hitrostjo 400 kmh zgrmel v dolino. Dobesedno odnesel je tri vasi, ki so bile sicer pravočasno izseljene, a nista bila predvidena ne sila zračnega vzgona niti dvig plaza navzgor po pobočju nasprotnega hriba, ki sta terjala nadaljnjih 35 življenj. Plaz je ustvaril 50 metrov visok jez na reki Adda, ki je tako poplavila ogromno površino. Ko je spet začelo deževje, se je to umetno jezero dvigalo za 20 cm na uro. Evakuirano je bilo področje vzdolž Adde za približno 50 km in istočasno izkopan prekop za preusmeritev reke in odtok iz poplavljenega ozemlja. Ta poseg je rešil problem in ljudje so se vrnili na svoje domove. Kar daje misliti je vzrok teh katastrof. Izvedenci so ugotovili, da gre za težko ponovljivo kombinacijo izrednih naravnih pojavov. Iz severnega tečaja se je bila spustila proti jugu velika masa hladnega zraka in dosegla Alpe, nad katerimi se je nahajala debela plast toplega in vlažnega zraka. Ledena plast je potisnila toplejšo navzdol, kar je povzročilo naglo taljenje ledenikov in močno deževje. Odtajani ledenik je ustvaril prvi vodni plaz in narasel vodne tokove, ostale katastrofe so si sledile v verižnem zaporedju.
Seznam zaščitenih področij v pokrajini:
- Narodni park Stelvio (Parco nazionale dello Stelvio)
- Regijski park Orobie Valtellinesi (Parco delle Orobie Valtellinesi)
- Naravni rezervat Piramidi di Postalesio (Riserva naturale Piramidi di Postalesio)
- Naravni rezervat Bosco dei Bordighi (Riserva naturale orientata Bosco dei Bordighi)
- Naravni rezervat Marmitte deI Giganti (Riserva naturale Marmitte deI Giganti)
- Mokrišče Paluaccio di Oga (Riserva naturale Paluaccio di Oga)
- Mokrišče Pian Gembro (Riserva naturale Pian Gembro)
- Mokrišče Pian di Spagna, Lago di Mezzola (Riserva naturale Pian di Spagna, Lago di Mezzola)

## Zgodovinske zanimivosti
Dober del današnje pokrajine Sondrio, to je Valtellina, je med letoma 1512 in 1797 pripadal današnjemu švicarskemu kantonu Graubünden, tedaj samostojni državi. Posest bogate Valtelline je bila zelo pomembna za razmeroma revno državo Graubünden, zato jo je ta skušala obdržati s pomočjo religije. Nasprotno od oblasti, popolnoma protestantske, so bili prebivalci Valtelline katoličani, a niso odobravali katoliške Španije, ki je vladala v sosednjih lombardskih pokrajinah. Zato je veliko ljudi prestopilo v protestantsko vero, a to je razdvojilo deželo in prišlo je do hudih spopadov med protestanti, ki so jih podpirale oblasti, in katoličani, ki jih je podpirala Španija. Problem je bil seveda politično-ekonomskega značaja: Graubünden je hotel obdržati pokrajino zaradi njenega naravnega bogastva, Španija je hotela imeti preko nje prosto pot do svojih Avstrijskih posestev. Toda kot neštetokrat v zgodovini se je spor opravičeval z versko motivacijo. Leta 1620 so katoličani v eni sami noči pobili ali sežgali vse protestante treh glavnih mest (Tirano, Sondrio, Teglio), rešila se je le skupina 70 oseb, ki je zbežala v Švico. Po tem krutem dogodku, ki se zgovorno imenuje sveto klanje, so se duhovi umirili. Graubünden, vse do Napoleonovega odvzema Valtelline leta 1797, se ni več vmešal v versko življenje pokrajine.